# Deuxième circonscription du Pirée
La deuxième circonscription du Pirée ou Le Pirée B (en grec Εκλογική περιφέρεια Β΄ Πειραιώς) est une circonscription législative de la Grèce. Elle correspond au territoire des municipalités du nome du Pirée qui ne sont pas incluses dans la première circonscription du Pirée, et de l'île de Salamine. Elle compte 271 718 électeurs inscrits en janvier 2015.

Situation de la deuxième circonscription du Pirée

## Élections législatives de mai 2012

### Résultats
La deuxième circonscription du Pirée élit huit députés en mai 2012. Les élections ont lieu au scrutin proportionnel plurinominal avec prime majoritaire et un seuil de représentation de 3 % des suffrages exprimés au niveau national.
184 889 électeurs se sont exprimés sur 273 156 inscrits, soit un taux de participation de 67,69 %. Parmi les vingt-cinq listes candidates, sept listes obtiennent au moins un siège dans la circonscription.
| Rang | Liste                              | Nombre de voix | Pourcentage des voix | Nombre de sièges |
| ---- | ---------------------------------- | -------------- | -------------------- | ---------------- |
| 1    | SYRIZA                             | +43 122,       | 23,85 %              | 2                |
| 2    | Grecs indépendants                 | +22 423,       | 12,40 %              | 1                |
| 3    | Parti communiste de Grèce          | +22 220,       | 12,29 %              | 1                |
| 4    | Nouvelle Démocratie                | +17 659,       | 9,77 %               | 1                |
| 5    | Aube dorée                         | +17 164,       | 9,49 %               | 1                |
| 6    | Mouvement socialiste panhellénique | +14 745,       | 8,16 %               | 1                |
| 7    | Gauche démocrate                   | +10 607,       | 5,87 %               | 1                |

### Députés

#### SYRIZA
La liste de la SYRIZA est en tête et obtient deux sièges.
| Rang | Nom                 | Nombre de voix |
| ---- | ------------------- | -------------- |
| 1    | Panayótis Lafazánis | +16 095,       |
| 2    | Evgenia Vamvaka     | +09 866,       |

#### Grecs indépendants
La liste des Grecs indépendants est deuxième et obtient un siège.
| Rang | Nom              | Nombre de voix |
| ---- | ---------------- | -------------- |
| 1    | Ioannis Kourakos | +08 945,       |

#### Parti communiste de Grèce
La liste du Parti communiste de Grèce est troisième et obtient un siège.
| Rang | Nom                | Nombre de voix |
| ---- | ------------------ | -------------- |
| 1    | Diamánto Manolákou | +11 678,       |

#### Nouvelle Démocratie
La liste de la Nouvelle Démocratie est quatrième et obtient un siège.
| Rang | Nom              | Nombre de voix |
| ---- | ---------------- | -------------- |
| 1    | Ioánnis Tragákis | +06 888,       |

#### Aube dorée
La liste d'Aube dorée est cinquième et obtient un siège.
| Rang | Nom           | Nombre de voix |
| ---- | ------------- | -------------- |
| 1    | Ioánnis Lagós | +08 751,       |

#### Mouvement socialiste panhellénique
La liste du Mouvement socialiste panhellénique est sixième et obtient un siège.
| Rang | Nom                 | Nombre de voix |
| ---- | ------------------- | -------------- |
| 1    | Dimitrios Lintzeris | +05 290,       |

#### DIMAR
La liste de la DIMAR est septième et obtient un siège.
| Rang | Nom              | Nombre de voix |
| ---- | ---------------- | -------------- |
| 1    | Maria Giannakaki | +03 180,       |

## Élections législatives de juin 2012

### Résultats
La deuxième circonscription du Pirée élit huit députés en juin 2012. Les sièges sont répartis à l'issue d'un scrutin proportionnel plurinominal avec prime majoritaire entre les listes ayant obtenu au moins 3 % des suffrages exprimés au niveau national.
175 842 électeurs se sont exprimés sur 273 699 inscrits, soit un taux de participation de 64,25 %. Parmi les dix-neuf listes candidates, six listes obtiennent au moins un siège dans la circonscription.
| Rang | Liste                              | Nombre de voix | Pourcentage des voix | Nombre de sièges |
| ---- | ---------------------------------- | -------------- | -------------------- | ---------------- |
| 1    | SYRIZA                             | +63 311,       | 36,31 %              | 2                |
| 2    | Nouvelle Démocratie                | +32 476,       | 18,63 %              | 2                |
| 3    | Grecs indépendants                 | +16 294,       | 9,35 %               | 1                |
| 4    | Aube dorée                         | +16 172,       | 9,28 %               | 1                |
| 5    | Mouvement socialiste panhellénique | +13 841,       | 7,94 %               | 0                |
| 6    | Parti communiste de Grèce          | +11 451,       | 6,57 %               | 1                |
| 7    | Gauche démocrate                   | +09 986,       | 5,73 %               | 1                |

### Députés

#### SYRIZA
La liste de la SYRIZA est en tête et obtient deux sièges.
| Rang | Nom                 |
| ---- | ------------------- |
| 1    | Panayótis Lafazánis |
| 2    | Evgenia Vamvaka     |

#### Nouvelle Démocratie
La liste de la Nouvelle Démocratie est deuxième et obtient deux sièges.
| Rang | Nom                 |
| ---- | ------------------- |
| 1    | Ioánnis Tragákis    |
| 2    | Anastasios Neratzis |

#### Grecs indépendants
La liste des Grecs indépendants est troisième et obtient un siège.
| Rang | Nom              |
| ---- | ---------------- |
| 1    | Ioannis Kourakos |

#### Aube dorée
La liste d'Aube dorée est quatrième et obtient un siège.
| Rang | Nom           |
| ---- | ------------- |
| 1    | Ioánnis Lagós |

#### Parti communiste de Grèce
La liste du Parti communiste de Grèce est sixième et obtient un siège.
| Rang | Nom                |
| ---- | ------------------ |
| 1    | Diamánto Manolákou |

#### DIMAR
La liste de la DIMAR est septième et obtient un siège.
| Rang | Nom              |
| ---- | ---------------- |
| 1    | Maria Giannakaki |

## Élections législatives de janvier 2015

### Résultats
La deuxième circonscription du Pirée élit huit députés en janvier 2015. Les sièges sont répartis à l'issue d'un scrutin proportionnel plurinominal avec prime majoritaire entre les listes ayant obtenu au moins 3 % des suffrages exprimés au niveau national.
182 666 électeurs se sont exprimés sur 271 718 inscrits, soit un taux de participation de 67,23 %. Parmi les dix-neuf listes candidates, six listes obtiennent au moins un siège dans la circonscription.
| Rang | Liste                              | Nombre de voix | Pourcentage des voix | Nombre de sièges |
| ---- | ---------------------------------- | -------------- | -------------------- | ---------------- |
| 1    | SYRIZA                             | +75 031,       | 42,06 %              | 3                |
| 2    | Nouvelle Démocratie                | +33 837,       | 18,97 %              | 1                |
| 3    | Parti communiste de Grèce          | +14 587,       | 8,18 %               | 1                |
| 4    | Aube dorée                         | +13 922,       | 7,80 %               | 1                |
| 5    | Grecs indépendants                 | +09 927,       | 5,56 %               | 1                |
| 6    | La Rivière                         | +09 859,       | 5,53 %               | 1                |
| 7    | Mouvement socialiste panhellénique | +05 589,       | 3,13 %               | 1                |

### Députés
La répartition des sièges au sein de chaque liste élue dépend du nombre de voix obtenues individuellement par chaque candidat, suivant le système du vote préférentiel. Dans la deuxième circonscription du Pirée, les listes peuvent comporter jusqu'à onze candidats. Les électeurs peuvent exprimer un vote préférentiel pour un maximum de trois candidats sur la liste pour laquelle ils votent.

#### SYRIZA
La liste de la SYRIZA est en tête et obtient trois sièges.
| Rang | Nom                 | Nombre de voix |
| ---- | ------------------- | -------------- |
| 1    | Panayótis Lafazánis | +34 313,       |
| 2    | Iríni Kassimáti     | +25 141,       |
| 3    | Evangelía Karakósta | +15 884,       |

#### Nouvelle Démocratie
La liste de la Nouvelle Démocratie est deuxième et obtient un siège.
| Rang | Nom              | Nombre de voix |
| ---- | ---------------- | -------------- |
| 1    | Ioánnis Tragákis | +12 924,       |

#### Parti communiste de Grèce
La liste du Parti communiste de Grèce est troisième et obtient un siège.
| Rang | Nom                | Nombre de voix |
| ---- | ------------------ | -------------- |
| 1    | Diamánto Manolákou | +07 798,       |

#### Aube dorée
La liste d'Aube dorée est quatrième et obtient un siège.
| Rang | Nom           | Nombre de voix |
| ---- | ------------- | -------------- |
| 1    | Ioánnis Lagós | +09 595,       |

#### Grecs indépendants
La liste des Grecs indépendants est cinquième et obtient un siège.
| Rang | Nom                | Nombre de voix |
| ---- | ------------------ | -------------- |
| 1    | Dimítrios Kamménos | +04 148,       |

#### La Rivière
La liste de La Rivière est sixième et obtient un siège.
| Rang | Nom              | Nombre de voix |
| ---- | ---------------- | -------------- |
| 1    | Nikólaos Orfanós | +02 214,       |